# Apareiodon piracicabae
Apareiodon piracicabae är en fiskart som först beskrevs av Eigenmann, 1907.  Apareiodon piracicabae ingår i släktet Apareiodon och familjen Parodontidae. Inga underarter finns listade i Catalogue of Life.